# Iglesia de San José Patriarca (Campi Salentina)
La iglesia de San Giuseppe Patriarca es una iglesia en Campi Salentina construida en 1672. Se encuentra en el corazón antiguo de la ciudad, sobre los cimientos de un edificio anterior del siglo XV dedicado a San Biagio.

## Fachada
Presenta una sobria fachada realizada con sillares de piedra caliza. Está dividido en dos órdenes por una hilera de cuerdas, el primero tiene un portal de acceso enmarcado por un marco de piedra decorado de Lecce, mientras que el segundo alberga una pequeña ventana en el centro. Cuatro largas pilastras, con capiteles corintios, adornan además la fachada.

## Interior
En el interior, en la única sala, hay pequeñas hornacinas en las que se encuentran algunos altares barrocos. De particular valor artístico es el altar central dedicado a San Giuseppe Patriarca. Fue reconstruida a principios del siglo XVIII por el arquitecto de Lecce Giuseppe Cino con ornamentos y decoraciones en oro puro.